# Schmidhöhe
Schmidhöhe är en kulle i Antarktis. Den ligger i Östantarktis. Nya Zeeland gör anspråk på området. Toppen på Schmidhöhe är 506 meter över havet, eller 39 meter över den omgivande terrängen. Bredden vid basen är 1,0 km.
Terrängen runt Schmidhöhe är kuperad österut, men västerut är den bergig. Havet är nära Schmidhöhe åt sydost. Trakten är glest befolkad. Närmaste befolkade plats är Enigma Lake Station, 8,6 kilometer söder om Schmidhöhe.